# Vitalian
Vitalianus (* ca. 600 in Segni (Latium), Italien; † 27. Januar 672) war von 657 bis 672 Papst.

## Leben
Aus der Zeit vor seiner Thronbesteigung ist außer seinem Geburtsort Segni und dem Namen seines Vaters, Anastasius, nichts bekannt. Nach dem Tode seines Vorgängers Eugen I. am 2. oder 3. Juli 657 wurde Vitalian zum Papst gewählt und am 30. Juli inthronisiert.
Ein wichtiges Thema der Regierungszeit Vitalians war das Verhältnis zu den Ostkirchen und zu dem oströmischen Kaiser. Vitalian vertrat die Position, dass ein Konflikt mit Ostrom keinen Nutzen bringe, und versuchte daher, ein freundlicheres Verhältnis zwischen West und Ost wiederherzustellen. Ein Problem war dabei, dass im Osten sich die Bewegung des Monotheletismus, die von Rom als ketzerisch betrachtet wurde, zunächst bis in höchste Stellen ausgebreitet hatte (später wurde sie auch im Osten zurückgewiesen); unter anderem hingen der oströmische Kaiser Konstans II. und der Patriarch von Konstantinopel Petros dieser Lehre an. In mehreren Briefen gelang es Vitalian, wieder eine Basis für gegenseitigen Kontakt herzustellen, wenngleich die dogmatischen Konflikte ungelöst blieben. Der gegenseitige Austausch erlebte seinen Höhepunkt, als Konstans II. vom 5. bis zum 7. Juli 663 Rom besuchte, um von dort aus die Langobarden zu bekämpfen. Unter anderem war er Gast bei zwei Gottesdiensten in der Basilika St. Peter und speiste zusammen mit dem Papst. Vitalian sicherte sich den Kontakt dadurch, dass er über die politischen und dogmatischen Streitigkeiten diskretes Schweigen bewahrte und nicht einmal dann aufbegehrte, als Konstans nach seiner Abreise zahlreiche gestohlene Kunstwerke aus Rom mit sich führte. Nach Konstans’ Ermordung 668 in Syrakus unterstützte Vitalian dessen Sohn Konstantin IV. im Kampf um die Thronfolge und wurde belohnt, indem Konstantin dem Monotheletismus die Unterstützung entzog, die sein Vater dieser Bewegung noch gewährt hatte. Vitalian nutzte dies aus und konnte im Osten nun wieder stärker die römischen Dogmen vertreten, da er hier nun unter kaiserlichem Schutz stand – sehr zum Missfallen des Patriarchen.
Ein weiteres Thema unter dem Pontifikat Vitalians waren die Autonomiebestrebungen des Erzbischofs Maurus von Ravenna, der sich nicht mehr der päpstlichen Macht unterordnen, d. h. autokephal werden wollte. Konstans II. unterstützte Maurus tatkräftig und erließ eine Anordnung, die Ravenna dem päpstlichen Machtbereich entzog. Dies führte sogar zu einer gegenseitigen Exkommunikation des Papstes und des Erzbischofs. Erst unter Papst Leo II. konnte jenes Bistum wieder in die römische Kirche eingegliedert werden.
Von Vitalian ist auch bekannt, dass er den päpstlichen Einfluss in England und auf Kreta ausweiten konnte. In England schaffte er es, die religiösen Konflikte zwischen den Briten und den Angelsachsen beizulegen, und ernannte den Mönch Theodor von Tarsus zum neuen Erzbischof von Canterbury. Auf Kreta, welches bereits im Gebiet der Ostkirche lag, konnte Vitalian sich ebenfalls in mehreren Personal- und Rechtsfragen durchsetzen.
Vitalian starb am 27. Januar 672 und wurde in der Basilika St. Peter beigesetzt. 

## Gedenktag
Sein Gedenktag ist der 27. Januar.